# Тэнроку
Тэнроку (яп. 天禄 тэнроку, небесное жалование) — девиз правления (нэнго) японского императора Энъю с 970 по 974 год .

## Продолжительность
Начало и конец эры:
- 25-й день 3-й луны 3-го года Анна (по юлианскому календарю — 3 мая 970 года);
- 20-й день 12-й луны 4-го года Тэнроку (по юлианскому календарю — 16 января 974 года).

## Происхождение
Название нэнго было заимствовано из классического древнекитайского сочинения Шу цзин:「慎乃有位、敬修其可願、四海困窮天禄永終」.

## События
- 970 год (1-я луна 1-го года Тэнроку) — Фудзивара-но Арихира занял пост садайдзина, Фудзивара-но Корэтада — пост удайдзина[6];
- 970 год (5-я луна 1-го года Тэнроку) — сэссё и дайдзё-дайдзин Фудзивара-но Санэёри скончался в возрасте 71; в то же время к исполнению своих обязанностей приступил Фудзивара-но Корэтада[6];
- 970 год (10-я луна 1-го года Тэнроку) — садайдзин Фудзивара-но Арихира скончался в возрасте 79 лет[6];
- 971 год (3-я луна 3-го года Тэнроку) — в столичном районе Гион впервые отпраздновали фестиваль в честь ками из храма Ивасимидзу (яп. 石清水八幡宮)[6];
- 971 год (11-я луна 2-го года Тэнроку) — Фудзивара-но Корэтада был удостоен титула дайдзё-дайдзина; Минамото-но Канэакира (яп. 源兼明) — должности садайдзина, Фудзивара-но Ёритада — поста удайдзина[7];
- 4 апреля 972 года (5-й день 3-й луны 3-го года Тэнроку) — коронация 14-летнего императора Энъю, организованная Фудзиварой-но Корэтада[8];
- 972 год (3-й год Тэнроку) — назначение Фудзивары-но Канэмити «средним министром», найдайдзином;
- 972 год (11-я луна 3-го года Тэнроку) — Фудзивара-но Корэтада скончался в возрасте 49 лет[8];
- 973 год (2-я луна 4-го года Тэнроку) — огонь уничтожил бо́льшую часть зданий храмового комплекса Якусидзи.

## Сравнительная таблица
Ниже представлена таблица соответствия японского традиционного и европейского летосчисления. В скобках к номеру года японской эры указано название соответствующего года из 60-летнего цикла китайской системы гань-чжи. Японские месяцы традиционно названы лунами.
| 1-й год Тэнроку (Металлическая Лошадь) | 1-я луна*     | 2-я луна   | 3-я луна*              | 4-я луна  | 5-я луна* | 6-я луна  | 7-я луна  | 8-я луна*  | 9-я луна    | 10-я луна  | 11-я луна* | 12-я луна  |              |
| -------------------------------------- | ------------- | ---------- | ---------------------- | --------- | --------- | --------- | --------- | ---------- | ----------- | ---------- | ---------- | ---------- | ------------ |
| Юлианский календарь                    | 9 февраля 970 | 10 марта   | 9 апреля               | 8 мая     | 7 июня    | 6 июля    | 5 августа | 4 сентября | 3 октября   | 2 ноября   | 2 декабря  | 31 декабря |              |
| 2-й год Тэнроку (Металлическая Коза)   | 1-я луна*     | 2-я луна*  | 3-я луна               | 4-я луна* | 5-я луна  | 6-я луна* | 7-я луна  | 8-я луна*  | 9-я луна    | 10-я луна  | 11-я луна  | 12-я луна* |              |
| Юлианский календарь                    | 30 января 971 | 28 февраля | 29 марта               | 28 апреля | 27 мая    | 26 июня   | 25 июля   | 24 августа | 22 сентября | 22 октября | 21 ноября  | 21 декабря |              |
| 3-й год Тэнроку (Водяная Обезьяна)     | 1-я луна      | 2-я луна*  | 2-я луна* (високосная) | 3-я луна  | 4-я луна* | 5-я луна* | 6-я луна  | 7-я луна   | 8-я луна*   | 9-я луна   | 10-я луна  | 11-я луна  | 12-я луна*   |
| Юлианский календарь                    | 19 января 972 | 18 февраля | 18 марта               | 16 апреля | 16 мая    | 14 июня   | 13 июля   | 12 августа | 11 сентября | 10 октября | 9 ноября   | 9 декабря  | 8 января 973 |
| 4-й год Тэнроку (Водяной Петух)        | 1-я луна      | 2-я луна*  | 3-я луна*              | 4-я луна  | 5-я луна* | 6-я луна* | 7-я луна  | 8-я луна*  | 9-я луна    | 10-я луна  | 11-я луна  | 12-я луна* |              |
| Юлианский календарь                    | 6 февраля 973 | 8 марта    | 6 апреля               | 5 мая     | 4 июня    | 3 июля    | 1 августа | 31 августа | 29 сентября | 29 октября | 28 ноября  | 28 декабря |              |

* звёздочкой отмечены короткие месяцы (луны) продолжительностью 29 дней. Остальные месяцы длятся 30 дней.